# District de Marjayoun
Le caza de Marjayoun est un district du Gouvernorat de Nabatieh au Sud du Liban. Le Chef lieu du district, est la ville du même nom, Marjayoun. Une autre ville importante du Caza est Khiam.

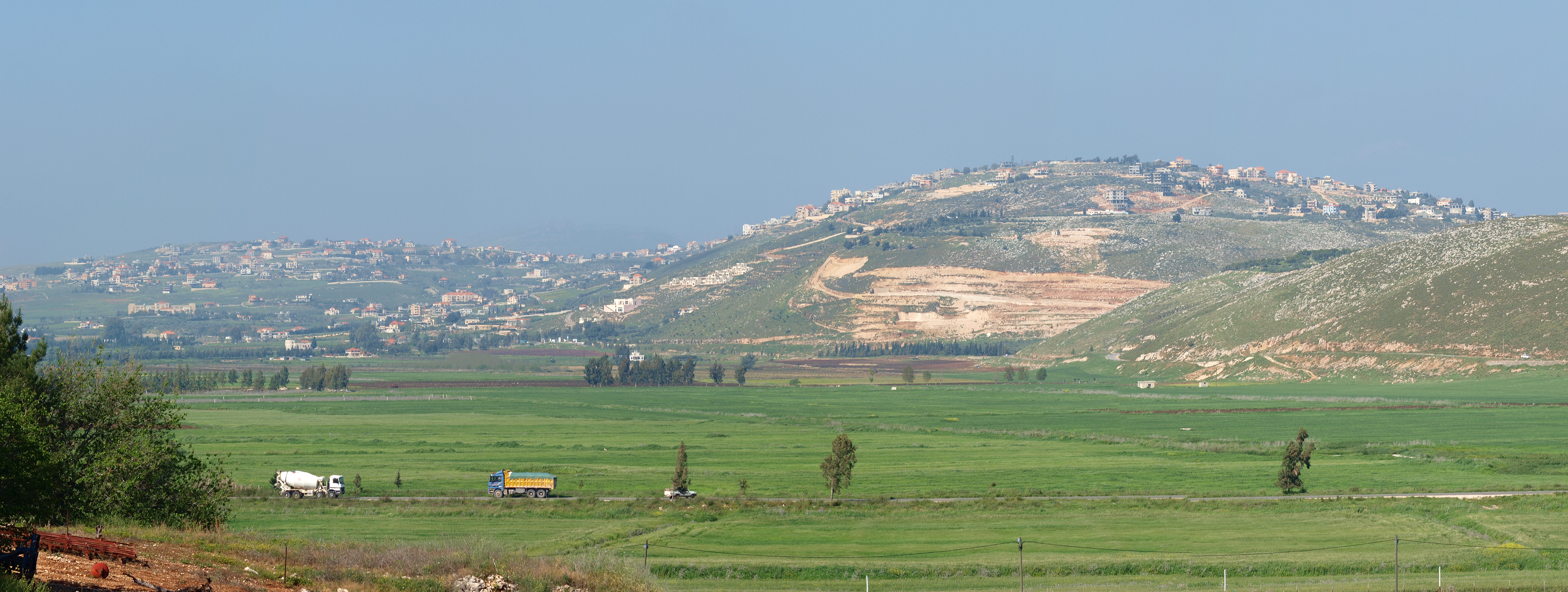
Khiam, District de Marjeyoun

Marjayoun est une ville colline qui surplombe en faisant face au Mont Hermon à l'est, au Château de Beaufort à l'ouest au-dessus du Litani.

## Répartition confessionnelle des habitants
source: version arabe
| Confessions       | Pourcentage |
| TOTAL CHRÉTIENS   | 16 %        |
| ----------------- | ----------- |
| Maronites         | 5           |
| Grecs-orthodoxes  | 7           |
| Grecs-catholiques | 3           |
| Autres chrétiens  | 1           |
| TOTAL MUSULMANS   | 84 %        |
| Sunnites          | 3           |
| Chiites           | 80          |
| Druzes            | 1           |
| Alaouites         | 0           |

## Photos de Marjeyoun
- Album photo de Marjayoun
- Baladiyat Marjayoun Galerie photo

Une vue par satellite de Marjayoun